# ジャック・ワイルド
ジャック・ワイルド（Jack Wild、1952年9月30日 - 2006年3月1日）は、イギリスの俳優。イングランド、ランカシャー（現・グレーター・マンチェスター）のロイトン (Royton) 出身。

## 略歴
幼少期、歌手フィル・コリンズと同じサッカーチームに所属しており、彼の母親で芸能プロダクションで働いていたジューン・コリンズによって発掘される。映画『オリバー!』（1968年）でスリの少年ドジャー役を演じ、16歳にしてアカデミー助演男優賞にノミネートされたほか、『ロビン・フッド』（1991年）などにも出演した。映画『小さな恋のメロディ』（1970年）のマーク・レスター（ダニー）、トレイシー・ハイド（メロディ）と絡む悪友・オーンショー役としても知られる。1970年代半ばからはテレビに活動が移った。
アメリカ合衆国ではシリーズ『怪獣島の大冒険』"Pufnstuf "のジミー役で有名。同時期に俳優として活動していた兄のアーサー・ワイルドとテレビで共演したこともある。歌手としてもアルバム3枚を発表している。
身長が164cmで童顔だったため、いくつになっても子役のイメージが抜けず、役選びが難しくなり、出演作が激減した。そのせいか、アルコール依存症となった。
2001年にがんと診断され、2004年に声帯と舌の一部を切除する手術を受けた。前述のアルコール依存症と密接に関係すると見られ、術後も声を失いながらパントマイムで舞台に出演していたが、2006年3月1日、口腔癌のため死去した。53歳没。

## 主な出演作品
- Danny the Dragon! （1967年）
- オリバー! - Oliver! （1968年)
- 怪獣島の大冒険 - H.R. Pufnstuf （1969年 - 1970年）テレビシリーズ
- 怪獣島の大冒険（英語版） - Pufnstuf （1970年）
- 小さな恋のメロディ - Melody （1971年）
- 小さな冒険者（英語版） - Flight of the Doves （1971年）
- ハメルンの笛吹き - The Pied Piper （1972年）
- 別れのクリスマス - The 14 （1973年）
- Keep It Up Downstairs （1976年）
- The Government Inspector （1976年）テレビシリーズ
- Ourr Mutual Friend （1976年）テレビシリーズ
- Everyday Maths （1978年 - 1979年）テレビシリーズ
- The Ravelled Thread （1979年 - 1980年）テレビシリーズ
- アリス - Alicja （1982年）
- ロビン・フッド - Robin Hood: Prince of Thieves （1991年）
- バジル - Basil （1998年）
- Moussaka & Chips （2005年）

## ディスコグラフィ
- オリバー!（1968年）サウンドトラック
- 怪獣島の大冒険 - Pufnstuf （1970年）サウンドトラック
- Jack Wild Album （1970年）
- Everything's Coming up Roses （1971年）
- Beautiful World （1972年）